# Lethrus vachshianus
Lethrus vachshianus là một loài bọ cánh cứng trong họ Geotrupidae. Loài này được Nikolajev & Shukronaje miêu tả khoa học năm 1989.